# Hans Westman (scenograf)
Hans Ernst Westman, född 1 oktober 1923 i Skövde, död 22 november 2000 i Göteborg, var en svensk yrkesmålare, scenograf, målare och tecknare. 
Han var son till målaren Ernst Rickard Westman och Emma Charlotta Elisabet Lindqvist.  Westman deltog i ett flertal av Åke Pernbys målarkurser i Frankrike, Jugoslavien, Spanien och Sardinien. Separat ställde han bland annat ut på Galleri Duvan i Stockholm och han medverkade regelbundet i Skaraborgssalongerna i Skövde och Falköping. Han var representerad i Göteborgs konstförenings Decemberutställning på Göteborgs konsthall 1961 och julutställningen på Lorensbergs konstsalong i Göteborg 1965. Hans konst består av föremål och landskapsskildringar från de sydliga länder han besökt utförda i olja eller akvarell. Som tecknare medverkade han i Söndagsnisse-Strix. Han ritade 1974 papperskalendern till julkalendern i Sveriges Television Rulle på Rullseröd och 1982 papperskalendern till Albert & Herberts julkalender. Hans Westman är gravsatt i minneslunden på Sankta Elins kyrkogård i Skövde.